# Джонатан и Марта Кенты
Джонатан и Марта Кенты (англ. Jonathan and Martha Kents) — персонажи комиксов, издаваемых компанией DC Comics, приёмные родители Супермена. Они живут в вымышленном городе Смоллвилль. Согласно оригинальной версии истории Супермена, Джонатан и Марта были первыми, кто встретил Супермена после его прилёта на Землю, после чего они усыновили его, назвав его Кларком Кентом, так как Кларк — девичья фамилия Марты.
Обычно Кенты изображаются как заботливые родители, привившие Кларку строгие правила морали и научившие его использовать свои сверхспособности на благо человечества. Впоследствии именно Марта создала для Кларка супергеройский костюм.

## Биография

### Золотой и серебряный века комиксов
Хотя в комиксе 1938 года появляются оба приёмных родителя Супермена, Мэри Кент является единственным родителем, у которого есть имя. Имена Кентов различаются в разных версиях 1940-х годов.
Папа Кент получил имя Джонатан в Adventure Comics v1 #149 (февраль 1950). Мама Кент получила имя Марта в Superboy v1 #12 (январь — февраль 1951). Её полное имя звучит как Марта Хадсон Кларк-Кент в Superman часть 1 #148 (октябрь 1961). В более поздних версиях Кентов зовут «Джон и Мэри Кенты» в «Earth-Two», затем «Джонатан и Марта Кенты» в «Earth-One».
Кенты регулярно появляются в линии комиксов Супербой 1949 года. В этой серии они играют роль вспомогательных персонажей для подростка-супергероя. Истории Супербоя раскрывают предысторию Кентов. Джонатан жил на ферме, куда он переехал из Смолвиля. Впоследствии он и Марта обнаружили Кал-Эла на ракете, доставили его в Смолвиль и назвали Кларком. Впоследствии они обнаружили у Кларка невероятные сверхспособности. Через некоторое время Кларк пошёл в школу, они оставили свою ферму и переехали в Смолвиль, где и начались основные события. По окончании Кларком школы Джонатан сказал ему, что о его сверхспособностях лучше не знать окружающим, настоятельно призывая его сохранить свои способности в тайне. В возрасте восьми лет Кларк начал супергеройскую карьеру в качестве Супербоя. Марта создала костюм Супербоя из одеял, извлечённых из ракеты, доставившей его на Землю, Джонатан помог ему взять под контроль способности Супербоя, и Кларк стал скрывать от других свою настоящую личность. Так Кенты положили начало множеству приключений своего сына в качестве Супербоя.
В Superboy часть 1 #145 (март 1968) Jonathan and Martha омолаживаются физически и становятся младше под влиянием инопланетной сыворотки. В связи с эти Джонатан и Марта были нарисованы художниками как зрелые люди в отличие от престарелых в перезагрузка 1986. По окончании Кларком школы Джонатан и Марта уезжают в отпуск на Карибские острова, где они заражаются опасными и редкими тропическими болезнями после контакта с пиратским кладом, который они раскапывают; несмотря на помощь Супербоя, Марта умирает, а Джонатан умирает вскоре после неё. Перед смертью Джонатан говорит Кларку, что тот должен использовать свои сверхспособности на благо человечества. Кларк оплакивает родителей и едет в Метрополис поступать в колледж.
В историях Супермен и Супербой, начавшихся в 1986 году, Кенты умерли до начала карьеры Кларка в качестве Супермена. Тем не менее Джонатан получил возможность увидеть приёмного сына как Супермена. После того, как Супермен помогает группе инопланетных фермеров, они внушают Джонатану подсознательное желание увидеть Кларка в будущем. Используя высокие технологии, они переносят сознание Джонатана в будущее. Проведя 30 часов в будущем, Джонатан возвращается в своё время. Инцидент стирается из памяти Джонатана, и временная линия восстанавливается до нормальной.

### Новые 52
В «Новых 52» (перезагрузке вселенной DC Comics 2011 года) Джонатан и Марта Кенты погибли в происшествии с пьяным водителем, и Кларк Кент вживается в роль Супермена без их участия.

## Вне комиксов

### Мультсериалы
- Джонатан Кент появляется в мультсериале 1966 года Новые приключения Супермена.
- В мультсериале 1988 года Супермен Алан Оппенгеймер озвучивает Джонатана, а Тресс Мак-Нил озвучивает Марту.
- Марта и Джонатан Кенты появляются в Супермене: Анимационных сериях, Лиге Справедливости и Совершенной Лиге Справедливости, озвученные Шелли Фабарес и Майком Фарреллом.
- В Легионе супергероев Марта озвучена Дженнифер Хэйл. Джонатан появляется только на портрете с ним, Мартой и маленьким Кларком на бланке Супермена.

Джонатан и Марта Кенты появляются в Юной Лиге Справедливости в серии «Цветная правда», где Джонатан озвучен Марком Ролстоном, а Марта не имеет реплик. * Martha Kent appears in the Super Best Friends Forever episode «Grounded» (as part of DC Nation Shorts), where she breaks up a fight between Clark and his cousin Kara Zor-El in their superhero identities without a word and effortlessly sends the young Kryptonian girl to her room.
- Дин Кейн, сыгравший Супермена в Лоис и Кларке: Новых приключениях Супермена, и Хелен Слейтер, сыгравшая Супергёрл в одноимённом фильме, озвучивают Джонатана и Марту в Супергеройских девочках DC .
- Марта и Джонатан Кенты появляются «Титаны, вперёд!».

### Телесериалы
- Том Фадден и Фрэнсис Моррис играют Эбена и Сару Кентов в первой серии сериала 1950-х годов Приключения Супермена.
- Стюарт Уитмен и Саломея Дженс играют Джонатана и Марту в Супербое, выпускавшемся с 1988 по 1992 года.
- В Лоис и Кларке: Новых приключениях Супермена Эдди Джонс и Кей Кэллан играют Джонатана и Марту Кентов. Джонатан принимает живое и активное участие в жизни Кларка и впоследствии учит его управлять их фермой. Сериал изображает Марту как активную женщину за шестьдесят, интересующуюся искусством и самосовершенствованием.
- В сериале 2000-х годов Тайны Смолвиля Аннетт O'Тул (сыгравшая Лану Лэнг в фильме Супермен 3) и Джон Шнайдер играют Марту и Джонатана Кентов.
- В сериале Супермен и Лоис они тоже появляются эпизодически, так как Джонатан умер от сердечного приступа когда Кларк был подростком, а Марта умерла от инсульта за несколько дней до событий этого сериала.

### Мультфильмы
- В мультсериале «Супермен» (1941) Кенты не упоминаются как нашедшие ракету с Суперменом. Здесь неизвестный «автомобилист» нашёл ракету с Суперменом и забрал ребёнка в детский дом.
- В Супермене: Судном дне Марта озвучена Свуси Кёрц. Джонатан умер много лет назад.
- В  Супермене/Бэтмене: Апокалипсисе Джонатан и Марта появляются, когда приходят домой и видят, что их ферма разрушена. Супермен и Супергёрл успокаивают их тем, что отстроят ферму заново.
- Марта Кент появляется в Сверхновом Супермене, озвученная Фрэнсис Конрой. Имя Джонатана Кента написано на могиле, посещённой Суперменом с целью возложить туда цветы.
- Фрэнсис Конрой вновь озвучила Марту в мультфильме Супермен: Непобеждённый.
- Майк Фаррелл и Шелли Фабарес вернулись к озвучиванию Джонатана и Марты Кентов в мультфильме Супермен: Брейниак атакует.
- Джонатан и Марта Кенты появляются в мультфильме Супермен против Элиты, где Джонатана озвучивает Пол Элдинг, а Марта не имеет реплик.
- Джонатан и Марта Кенты появляются в мультфильме Лига Справедливости: В ловушке времени, где Джонатана озвучивает Том Гибис, а Марту озвучивает Эрика Руттрелл.
- Джонатан и Марта Кенты появляются в Смерти Супермена, озвученные Полом Элдингом и Дженнифер Хейл. Они тоже появляются эпизодически в Господство Суперменов когда Марсианский Охотник который принял обличье Кларка, чтобы они приняли Супербоя в свою семью.
- Джонатан Кент появляется в мультфильме «Несправедливость», в котором погибает от несчастного случая: Олли стреляет в Супермена, но тот отражает своей рукой стрелу, которая попадает в Джонатана.

### Фильмы
- Эд Кэссиди и Вирджиния Кэрролл сыграли Эбена и Марту Кентов в киносериале «Супермен» 1948 года.
- Гленн Форд и Филлис Такстер сыграли Джонатана и Марту в фильме «Супермен» (1978). В фильме они усыновляют Супермена после того, как нашли его на дороге. Затем автомобиль Кентов почти падает на Джонатана, который пытается его отремонтировать, но маленький Супермен удерживает его, к удивлению пары. Год спустя Супермен, придя из школы, бегает с Джонатаном наперегонки до сарая, но в тот момент, когда Супермен прибегает, Джонатан умирает от остановки сердца. Позднее он похоронен Мартой и Суперменом. Впоследствии Марта остаётся на ферме, в то время как Супермен переезжает в Метрополис для работы в Daily Planet.
- В фильме «Супермен 3» (1983) Супермен упоминает в разговоре с Ланой Лэнг, что Марта умерла в Смолвиле в какой-то неопределённый момент.
- В фильме «Возвращение Супермена» (2006) Ева Мэри Сэйнт сыграла Марту Кент. Есть отличия от оригинальной квадрологии: в фильме 1978 года Марта физически очень слаба, в то время как в Возвращении Супермена она гораздо сильнее, водит грузовик и помогает своему 200-фунтовому сыну подняться из дымящихся обломков космического корабля. В гостиной Марты висят фотографии Джонатана (в исполнении Гленна Форда). Когда Супермен возвращается после пяти лет отсутствия, Марта, возможно, встречалась с Беном Хаббардом, но эта сюжетная линия была исключена из окончательного варианта сценария.
- Джонатан и Марта Кенты появляются в фильме «Человек из стали» (2013), где Джонатана играет Кевин Костнер, а Марту играет Диана Лэйн. Джонатан считает, что сверхспособности Супермена должны оставаться тайной до тех пор, пока мир не будет готов принять их. В связи с этим Джонатан вступает в конфликт с Суперменом, узнав, что тот использовал свои сверхспособности для спасения одноклассников и водителя во время аварии школьного автобуса. Когда Супермен выражает желание выйти в свет и использовать свои сверхспособности, Джонатан отвечает, что фермерство тоже полезное занятие, и считает, что Супермен должен оставаться на ферме. Джонатан погибает во время торнадо, пытаясь спасти собаку семьи Хэнка. Впоследствии Марта помогает своему сыну контролировать его сверхспособности, которые начинают давить на него, и отказывается предоставить информацию о своём сыне генералу Зоду. От Зода Марта спасается только благодаря своевременному прибытию Супермена.
- Диана Лэйн вернулась к исполнению роли Марты Кент в фильме «Бэтмен против Супермена: На заре справедливости» (2016), как и Кевин Костнер сыграл Джонатана Кента в видении. Используя свою осведомлённость о тайной личности Кларка Кента, Лекс Лютор похищает Марту и держит в заложниках, чтобы настроить Бэтмена против Супермена.[6]
- Диана Лэйн вновь сыграла Марту Кент в фильме «Лига Справедливости». В начале фильма Марта близка к продаже фермы, так как у неё не хватает денег. В конце фильма Бэтмен покупает банк Марты, позволяя ей сохранить ферму.
- Джонатан и Марта Кент появится фильме «Супермен» (2025). Их сыграют Прутт Тейлор Винс и Нева Хоуэлл.

### Видеоигры
- Джонатан и Марта Кенты появляются в DC Universe Online, озвученные Брендоном Янгом и Дианой Переллой. Они фигурируют в качестве вспомогательных персонажей для героев.

В «Smallville Alert» Джонатан Кент среди смолвильцев, которые были заражены вирусом Думсдэя, и игрок должен вернуть его в нормальное состояние.